# Anstalten Kristianstad
Anstalten Kristianstad är ett fängelse, ungefär 10 km utanför Kristianstad, med 115 platser. Anstalten har cirka 80 anställda, hälften män och hälften kvinnor. Den byggdes 1984 och byggdes ut 1994 och 2002.
På den öppna avdelningen hade man så kallad självförvaltning där de intagna själva hade hand om inköp och tillagning av mat, städ och tvätt.